# متحف بافلوس وألكسندرا كانيلوبولو
متحف بافلوس وألكسندرا كانيلوبولو (بالإنجليزية: Museum of Pavlos and Alexandra Kanellopoulou)‏ هو متحف للآثار في آثينا، اليونان، تأسس عام 1976، يضم المجموعة الخاصة لبول"Paul" وألكسندرا كانيلوبولوس"Alexandra Kanellopoulos" التي تم التبرع بها للدولة اليونانية، يقع في القصر الكلاسيكي الجديد لعائلة "Michalea"، الذي تم بناؤه عام 1864، تم شراء القصر من قبل الدولة اليونانية في الستينيات والسبعينيات من القرن الماضي وتم ترميمه لإيواء المجموعة بشكل دائم.
يشمل المتحف عناصر من مزهريات وتماثيل من الطين، الحجر، تماثيل نصفية، مجوهرات، أسلحة، عملات معدنية ونقوش تراوحت بين 3000-1200 قبل الميلاد إلى القرنين الثامن عشر والتاسع عشر الميلاديين.

## روابط خارجية
- Hellenic Ministry of Culture and Tourism
- City of Athens
- www.athensinfoguide.com